# Sports Interactive
A Sports Interactive é uma empresa
Fundada em 1994 e sediada em Islington, Norte de Londres. A SI tem a tempo inteiro 34 empregados e mais de 2500 pessoas em part-time a desenvolver, em todo o mundo. Cinco das principais criações da SI estão entre os jogos mais vendidos do Reino Unido, desde sempre. Entre 1994 e 2004, desenvolveu o jogo Championship Manager, e desde 2005 desenvolve jogos como o Football Manager.
A Sports Interactive, junto a Eidos eram os produtores do Championship Manager. Há alguns anos houve um rompimento na parceria. A Eidos ficou sem nada, só o nome e a fama do Championship Manager enquanto a SI ficou com o jogo mas teve que criar um novo nome.
Em 2006 a Sports Interactive foi comprada pela SEGA, e desde então FM conseguiu ser sucesso de crítica e público. Estima-se que a franquia já conseguiu vender mais de 4 milhões nessa nova casa. Seu maior sucesso recente é Football Manager 2013, que conseguiu diversas façanhas, entre eles ser o jogo mais vendido na história da franquia. Sucesso no PC, no iOS, no Android e até no PSP, portátil da Sony.